# Jerônimo Soares de Sousa
Jerônimo Soares de Sousa (Regeneração, 28 de junho de 1940) é um agricultor e político brasileiro. Filiou-se à ARENA e foi eleito vereador em Regeneração em 1976 reelegendo-se pelo PDS em 1982 e pelo PFL em 1988. Em 1992 venceu a primeira eleição para prefeito de Jardim do Mulato retornando ao cargo em 2004. Sua última passagem pelo executivo foi abreviada por uma cassação de mandato decretada pela Justiça Eleitoral.